# Ktiponísion
Ktiponísion är en ö i Grekland.   Den ligger i prefekturen Nomós Evvoías och regionen Grekiska fastlandet, i den östra delen av landet, 60 km norr om huvudstaden Aten. Arean är 0,29 kvadratkilometer.
Terrängen på Ktiponísion är platt. Öns högsta punkt är 48 meter över havet. Den sträcker sig 1,0 kilometer i nord-sydlig riktning, och 0,5 kilometer i öst-västlig riktning.  == Kommentarer ==
1. ↑  Framräknat ur höjduppgifter (DEM 3") från Viewfinder Panoramas.[2] Mer om algoritmen finns här: Användare:Lsjbot/Algoritmer.
2. ↑  Framräknat ur höjduppgifter (DEM 3") från Viewfinder Panoramas.[2] Mer om algoritmen finns här: Användare:Lsjbot/Algoritmer.